# Cuerpo de ruptura
En matemáticas y más precisamente en álgebra, en el marco de la teoría de cuerpos, un cuerpo de ruptura de un polinomio irreducible P(X) con coeficientes en un cuerpo conmutativo K es una extensión mínima de K que contiene al menos una raíz del polinomio.
Se demuestra que con la definición elegida, si P(X) es un polinomio irreducible, todos los cuerpos de ruptura de P(X) son isomorfos en K[X]/(P(X)), cociente del anillo conmutativo K[X] de los polinomios con una variable y coeficientes enKpor el ideal generado por el polinomio P(X), que también se puede ver como el anillo de los restos de la división euclídea de estos polinomios por P(X). Este cociente proporciona una construcción de un cuerpo de ruptura en P.
Este cuerpo puede no contener todas las raíces de P, es decir que P no necesariamente se descompone en un producto de factores de primer grado en K[X]/(P(X)). Pero es posible repetir la operación hasta que se construya una extensión finita que contenga todas las raíces de P. Mediante este proceso, se obtiene el cuerpo de descomposición de P, y más generalmente el de cualquier polinomio (no necesariamente irreducible).
Esta terminología no siempre se usa: estudiar el cuerpo de ruptura de P equivale a estudiar el cociente K[X]/(P(X)), y esta notación es suficiente para muchos autores, sin que se utilice un nombre específico. Más raramente, en algunos libros se usa la expresión cuerpo de ruptura para designar otros conceptos.

## Definición
Sea K un cuerpo, L una extensión de K y α un elemento de L.
- La subextensión generada por α (el subcuerpo más pequeño de L que contiene K y α) se escribe K(α). Este es la extensión simple de K por α.
- Si α es la raíz de un polinomio irreducible P con coeficientes en K, entonces α es algebraica en K, y P es, excepto por una constante invertible, el polinomio mínimo de α en K.

| Un cuerpo de ruptura de un polinomio P irreducible sobre K es una extensión simple de K mediante una raíz de P. |

Por ejemplo, el polinomio (X2 + 1) es irreducible en el cuerpo ℝ de los números reales. Un cuerpo de ruptura de este polinomio es ℂ, cuerpo de los números complejos, ya que i, la raíz de este polinomio pertenece a ℂ, y cualquier cuerpo que contenga a ℝ e i contiene a ℂ.

### En un subcuerpo
Para L en el cuerpo K y α ∈ L, el conjunto de elementos de L que se escriben Q(α), donde Q es un polinomio con coeficientes en K, es decir, las combinaciones lineales de las potencias de α con coeficientes en K, se denota como K[α]. También es, como se puede verificar fácilmente, el subanillo generado por K y α. Está contenido en cualquier cuerpo que contenga a K y α. Cuando α es raíz de P, polinomio irreducible de K[X] de grado n, se tiene que:
- Cualquier elemento de K[α], que por tanto se puede escribir Q(α), se representa mediante un polinomio de grado como máximo (n - 1). Basta con tomar el resto de la división euclídea de Q por P. Esta representación es única, de lo contrario, por diferencia, se obtendría un polinomio de grado como máximo (n - 1) de la cual α es la raíz, lo cual es contradictorio con la irreducibilidad de P.
- Cualquier elemento distinto de cero de K[α] es invertible en K[α]. En efecto, un elemento tal se escribe Q(α) y, P siendo irreducible, la identidad de Bézout sobre K[X] asegura la existencia de dos polinomios U y V tales que

U(α) Q(α) + V(α) P(α) = 1,
es decir, como P(α) = 0, U(α) es la inversa de Q(α).
El anillo K[α] es entonces un cuerpo, y por lo tanto K[α] = K(α), es un cuerpo de ruptura de P en K. Además, una base de este cuerpo, como un espacio vectorial en K es (1, α, α2,…, α(n– 1)) (como cualquier extensión E de K, este cuerpo tiene un espacio vectorial con estructura en K para la operación de adición y el producto por los elementos de K). El grado de la extensión K(α) de K, anotado como [K(α):K], que es la dimensión de este espacio vectorial, es por tanto igual a n, el grado del polinomio.

### Cálculos sobre un cuerpo de ruptura
En el análisis anterior se ve que, cuando se representan los elementos del cuerpo de ruptura K(α) de P sobre K mediante polinomios en α de grado estrictamente menor que el de P, los cálculos de la suma, el producto y la inversa son independientes de la elección de α, y dependen únicamente de P.
- La suma es la suma polinómica habitual
- El producto es el resto del producto polinómico dividido por P
- El inverso se calcula usando la identidad de Bézout sobre K[X] (y el algoritmo de Euclides extendido permite que se calcule de manera eficiente)

### Construcción
Es posible construir un cuerpo de ruptura de P sin asumir la existencia de una extensión de K, que contiene una raíz de P': es el anillo de residuos obtenido mediante división euclidiana de polinomios de K[X] por P, denotado como K[X]/(P). Siendo el polinomio P de grado n, es el anillo de polinomios de grado como máximo (n - 1), provisto de las operaciones (suma, multiplicación) definidas por las reglas de cálculo del párrafo anterior, los elementos neutros siguen siendo 0 y 1. Se demuestra que de hecho es un anillo, a partir de que es un cuerpo valiéndose de que P es irreducible y de la identidad de Bézout (como en el párrafo anterior). En esta construcción, el monomio X se convierte en raíz de P.
De manera más abstracta, K[X]/(P) se define como el anillo cociente de K[X] por el idéal generado por P denotado (P), que es no nulo y primo (P es irreducible) por lo tanto máximo, K[X] es un dominio de ideales principales (porque es euclídeo); el anillo K[X]/(P) es entonces un cuerpo. Cada clase de equivalencia de K[X]/(P) contiene uno y solo un polinomio de grado como máximo (n - 1): así se justifican la construcción anterior y sus reglas de cálculo.
El cuerpo así construido es una extensión de K (los elementos de K corresponden a las clases de polinomios constantes), que contiene una raíz de P: la clase de equivalencia de X, sea α = X. Entonces se tiene que K[X]/(P) = K(α), que es por tanto un cuerpo de ruptura de P.
Las observaciones de la sección anterior se traducen formalmente de la siguiente manera:
- Sea K un cuerpo, P un polinomio irreducible sobre K y L una extensión de K en la que P tiene al menos una raíz denotada como β, entonces existe sobre el cuerpo un morfismo único f (necesariamente inyectivo) de K[X]/(P) en L tal que, si a ∈ K, f (a) = a y f(X) = β.

De hecho, solo hay un morfismo de anillo de K[X] sobre L que aplica K sobre sí mismo y X sobre β. El ideal generado por P(X) está en el núcleo del morfismo, obteniéndose así, por el teorema fundamental de homomorfismos, un morfismo en anillo f de K[X]/(P) en L con las propiedades deseadas. Es inyectivo porque L es un cuerpo. Es el único que tiene estas propiedades porque cualquier elemento de K[X]/(P) es una combinación lineal en K de las potencias de X, y por lo tanto f está determinada por sus valores en K y por X.
Esta propiedad asegura en particular que cualquier cuerpo de ruptura de P en K sea isomorfo a K[X]/(P) (con las notaciones anteriores, se toma L = K(β) y la imagen del morfismo construido previamente es un subcuerpo de L que contiene a K y β, y por lo tanto, L es totalmente entero).

### Ejemplos
- Ya se ha visto el cuerpo de los complejos, que es el cuerpo de ruptura de (X2 + 1) (polinomio que no tiene raíz en ℝ) y por lo tanto se puede construir como ℝ[X]/(X2 + 1) (véase número complejo).
- El polinomio (X3 - 2) no tiene raíz en el cuerpo ℚ de los números racionales, pero sí tiene una en ℝ: la 3√2 real. Se comprueba que el subcuerpo ℚ(√2) de ℝ es el conjunto de todos los números reales escritos como (a + b √2 + c √4) con a, b y c racionales (que es de grado 3). Sin embargo, esta extensión no contiene todas las raíces del polinomio. De hecho, hay dos que tienen un componente complejo y que no son elementos de este cuerpo, a saber, √2 j y √2 j2 donde j y j2 son las dos raíces cúbicas de la unidad distintas de 1. Se comprueba que el cuerpo de los complejos contiene tres cuerpos de ruptura de (X3 - 2): ℚ(√2) ya mencionado, ℚ(√2 j) (que es el conjunto de complejos de la forma a + b √2 j + c √4 j2, con a, b y c racionales), y ℚ(√2 j2) (definición análoga). Todos son de grado 3, son isomorfos dos a dos y sobre ℚ[X]/(X3 - 2), pero ninguno es un cuerpo de descomposición de (X3 - 2) (el más pequeño cuerpo que contiene todas las raíces del polinomio). Esto se obtiene repitiendo la construcción de un cuerpo de ruptura.
- Un cuerpo de ruptura de un polinomio irreducible también puede ser un cuerpo de descomposición de este último, incluso si el grado del polinomio es estrictamente mayor que 2. Este es el caso del cuerpo de ruptura en ℚ del polinomio (X4 + X3 + X2 + X + 1), cuyas raíces son las cuatro quintas raíces de la unidad distintas de 1: si α es una entre ellas, las cuatro raíces son α, α2, α3, α4 (véase también polinomio ciclotómico).
- Cualquier cuerpo finito puede construirse como un cuerpo de ruptura de un polinomio irreducible sobre un cuerpo finito primo ℤ/pℤ (siendo p un número primo). Un cuerpo de ruptura de P (irreducible) sobre un cuerpo finito es siempre un cuerpo de descomposición de P.

## Propiedades

### Existencia y singularidad
La construcción de K[X]/(P(X)) permitió mostrar la existencia de un cuerpo de ruptura, y la propiedad asociada de que cualquier cuerpo de ruptura es isomorfo a ella. El estudio en un supercuerpo de K que contiene una raíz de P es válido en K[X]/(P(X)). Por lo tanto, se tiene el siguiente teorema.
| Existencia y unicidad Sea P un polinomio irreducible de grado n sobre K, entonces existe un cuerpo de ruptura para P, único salvo isomorfismos: es el cuerpo K[X]/(P(X)). Además, esta extensión es de grado n, y es una subextensión de cualquier extensión donde P tiene una raíz. |

La irreducibilidad del polinomio P es necesaria para probar la unicidad de una extensión mínima que contiene una raíz del polinomio. Un producto de dos polinomios irreducibles de diferentes grados en K tendrá, según lo anterior, dos extensiones de diferentes grados en K y por lo tanto no es isomorfo. Incluso si los grados son los mismos, los cuerpos no son necesariamente isomorfos. Por ejemplo, para el polinomio P(X) = X4 -  X2 - 2 = (X2 + 1) (X2 - 2), hay dos extensiones de ℚ de grado mínimo que contienen una raíz de P:ℚ[i] y ℚ[√2]. Estas dos extensiones no son isomorfas.

### Propiedades características
Un cuerpo de ruptura F de un polinomio irreducible P de grado n sobre K es, de manera equivalente:
- Una extensión simple de K por una raíz de P
- Una extensión de K que contiene al menos una raíz de P y de grado n sobre K
- Una extensión de K que contiene al menos una raíz de P y de grado mínimo en K
- Una extensión mínima de K que contiene al menos una raíz de P, mínimo significa que es una subextensión de todas las demás
- Una extensión mínima de K que contiene una raíz de P, mínima significa que ningún subcuerpo propio de F contiene una raíz de P.

### Morfismos y raíces
Sea L un cuerpo superior de K que contenga todas las raíces de P. Se ha visto que a cada raíz α de P le corresponde un cuerpo de ruptura K(α) de P sobre L. A dos raíces distintas, les puede corresponder el mismo cuerpo de ruptura, pero se ha visto que una raíz permite definir sobre el cuerpo un morfismo único a partir de K(X)/(P) en L dejando K invariante (por lo tanto, de cualquier cuerpo de ruptura en L). Por lo tanto, existe una correspondencia biunívoca entre las raíces de P en L y los morfismos de K(X)/(P) en L.
En particular, si P es de grado n, existen como máximo n morfismos de K(X)/(P) en L. Si además P está dividido y tiene todas sus raíces simples en L, entonces existen exactamente n morfismos de K(X)/(P) en L.
Se dice que un polinomio sobre K es separable si no admite una raíz múltiple en una clausura algebraica de K (lo que equivale a decir que es primo de su polinomio derivado). Cuando el polinomio irreducible P de grado n es separable, hay exactamente n morfismos de K en una clausura algebraica de K, o en cualquier cuerpo L en el que se divide P. Un polinomio irreducible siempre es separable en un cuerpo perfecto, como el cuerpo de los racionales, el cuerpo de los reales y más generalmente cualquier cuerpo con característica cero, pero también cualquier cuerpo finito (véase el artículo sobre extensiones separables).

## Otras definiciones
En muchos autores, la construcción y las propiedades dadas anteriormente son tratadas desde los primeros párrafos sobre la teoría de cuerpos, pero sin dar un nombre específico a las extensiones K(α) de K, obtenidas agregando una raíz α de un polinomio P irreducible sobre K. De hecho, se trata esencialmente de dar la construcción y las propiedades de K[X]/(P).
Además, a veces se encuentran otros conceptos bajo el nombre de cuerpo de ruptura. Algunos autores llaman a cualquier cuerpo en el que el polinomio tenga una raíz cuerpo de ruptura. De acuerdo con este significado, ℝ sería un cuerpo de ruptura del polinomio (X3 - 2). Otros llaman al cuerpo de ruptura de un polinomio no constante P a cualquier cuerpo de grado finito en K en el que se divide P. Se encuentra que una definición cercana a esta donde el cuerpo de ruptura de un polinomio P es el cuerpo generado por K y el conjunto de raíces de P (más comúnmente llamado cuerpo de descomposición o cuerpo de las raíces de P).